# Nationalpark Ichigkat Muja – Cordillera del Cóndor
Der Nationalpark Ichigkat Muja – Cordillera del Cóndor, span. Parque Nacional Ichigkat Muja - Cordillera de Cóndor, ist ein am 10. August 2007 durch das Dekret Nº 023-2007-AG gegründeter Nationalpark in den Distrikten El Cenepa und Río Santiago in der Provinz Condorcanqui in der Region Amazonas in Peru.

## Ziel
Der Name «Ichigkat Muja» bedeutet in der Sprache der Aguaruna «Baum der Berge».
Ziel des Parkes ist der Erhalt der einzigartigen Ökoregion mit Bergwäldern der Cordillera Real Oriental. Außerdem soll die biologische Vielfalt der Cordillera del Cóndor erhalten werden und die Qualität und Quantität des Wassers und ihre Quellbecken für die Gemeinden in ihrer Umgebung gewährleistet werden.
Die Cordillera Real Oriental verläuft vom Norden Perus über Ecuador bis in den Süden Kolumbiens. Sie ist charakterisiert von steilem prämontanem Lebensraum, so dass die Vegetation durch enorme Höhenunterschiede auf relativ kleinem Raum stark variiert. Es handelt sich um immergrünen tropischen Regenwald mit überwiegend breitblättrigen Pflanzen. Im Bereich mit relativ geringen Höhen sind die Wälder sehr dicht und üppig. Je höher man aufsteigt, umso mehr verändert sich dies in hohen Nebelwald, der schließlich zu Elfenwald wird. Der Park ist Heimat der Shuar, die für ihre mystische Kultur der Schrumpfkopfherstellung bekannt sind. Die Höhenunterschiede im Park variieren zwischen 500 und 3000 Meter.

## Fauna
Die biologische Vielfalt ist mit zahlreichen Arten enorm.

### Säugetiere
Zu den Säugetieren, die im Park vorkommen, gehören Weißstirnklammeraffe (Ateles belzebuth), Brillenbär (Tremarctos ornatus), Bergtapir (Tapirus pinchaque) und Anden-Opossummaus (Caenolestes condorensis).

### Vögel
Unter den mindestens 150 Vogelarten, die im Park leben, findet man den Salvinhokko (Mitu salvini), den Tüpfelpapagei (Touit stictopterus), den Pinselsittich (Leptosittaca branickii), den Parkerzwergkauz (Glaucidium parkeri), den Napodegenflügel (Campylopterus villaviscensio), den Schwarzweißschwanz-Kolibri (Phlogophilus hemileucurus), den Brustflecksegler (Cypseloides lemosi), den Andendunkeltyrann (Knipolegus signatus), die Braunbrust-Würgertangare (Lanio fulvus) und den Fettschwalm (Steatornis caripensis).

## Klima
Im Gebiet herrscht feuchtes tropisches Klima vor. Niederschläge gibt es von Oktober bis März, wobei diese im März und April am stärksten ausfallen. Im Jahresdurchschnitt fallen 2400 bis 4500 mm Regen. Die Trockenzeit ist von April bis November.